# Didrik Solli-Tangen
Didrik Solli-Tangen (Porsgrunn, 11 juni 1987) is een Noorse zanger.

## Biografie
Didrik Solli-Tangen werd geboren in Porsgrunn, maar groeide op in het dorpje Heistad. Vanaf zijn vijftiende jaar was hij actief in de muziek. Hij speelde onder meer drums in een bandje wat vooral voor vrienden en familie optrad. Na een tijdje nam hij ook de rol van leadzanger aan in dat bandje. Hierdoor kreeg zijn vader het idee om hem klassieke en opera zanglessen te laten krijgen. Solli-Tangen zelf vond het echter in eerste instantie niks, maar na een tijdje accepteerde hij dit. Ook zijn jongere broer Emil Solli-Tangen ging deze lessen volgen.
Op 6 februari 2010 werd hij uitverkoren als de Noorse vertegenwoordiger op het Eurovisiesongfestival 2010, dat gehouden werd in eigen land, in hoofdstad Oslo. Tijdens de promo acties van zijn liedje My heart is yours werden er ook T-shirts uitgedeeld met de satirische teksten My hard is yours, vanwege Solli-Tangen's slechte uitspraak van het woord heart. Van tevoren werd het liedje bij de favoriete gerekend, maar eindigde uiteindelijk op een teleurstellende twintigste plaats met slechts 35 punten, na de monsterzege in 2009. Oorzaken van deze slechte klassering werden vooral gelegd bij de lage startpositie; Noorwegen moest namelijk al als derde aantreden in de finale. En het feit dat Solli-Tangen last van stemproblemen had.
Hierna bracht hij zijn debuutalbum Guilty Pleasures en de single Best kept secret uit. Kort daarna, in 2011, bracht Solli-Tangen zijn derde single Compass uit.
Van het najaar 2011 tot het voorjaar van 2012 was Solli-Tangen student op het Baratt-Due Muziekinstituut in Oslo, waar hij in mei 2012 voor zijn examen slaagde.
In 2013 bracht Solli-Tangen zijn tweede album The Journey uit. Vanaf 2014 was hij te zien als presentator van het programma Skal vi danse?, de Noorse versie van Strictly Come Dancing.

## Discografie

### Albums
- 2010 - Guilty Pleasures
- 2013 - The Journey

### Singles
- 2010 - My heart is yours
- 2010 - Best kept secret
- 2011 - Compass
- 2012 - WE CAN DO MORE
- 2013 - Without you
- 2013 - Six ribbons
- 2013 - Lyset til Betlehem

1960: Nora Brockstedt · 
1961: Nora Brockstedt · 
1962: Inger Jacobsen · 
1963: Anita Thallaug · 
1964: Arne Bendiksen · 
1965: Kirsti Sparboe · 
1966: Åse Kleveland · 
1967: Kirsti Sparboe · 
1968: Odd Børre · 
1969: Kirsti Sparboe · 
1971: Hanne Krogh · 
1972: Grethe Kausland & Benny Borg · 
1973: Bendik Singers · 
1974: Anne-Karine Strøm & Bendik Singers · 
1975: Ellen Nikolaysen · 
1976: Anne-Karine Strøm · 
1977: Anita Skorgan · 
1978: Jahn Teigen · 
1979: Anita Skorgan · 
1980: Sverre Kjelsberg & Mattis Hætta · 
1981: Finn Kalvik · 
1982: Jahn Teigen & Anita Skorgan · 
1983: Jahn Teigen · 
1984: Dollie de Luxe · 
1985: Bobbysocks · 
1986: Ketil Stokkan · 
1987: Kate Gulbrandsen · 
1988: Karoline Krüger · 
1989: Britt Synnøve Johansen · 
1990: Ketil Stokkan · 
1991: Just 4 Fun · 
1992: Merethe Trøan · 
1993: Silje Vige · 
1994: Elisabeth Andreassen & Jan Werner Danielsen · 
1995: Secret Garden · 
1996: Elisabeth Andreassen · 
1997: Tor Endresen · 
1998: Lars Fredriksen · 
1999: Stig Van Eijk · 
2000: Charmed · 
2001: Haldor Lægreid · 
2003: Jostein Hasselgård · 
2004: Knut Anders Sørum · 
2005: Wig Wam · 
2006: Christine Guldbrandsen · 
2007: Guri Schanke · 
2008: Maria Haukaas Storeng · 
2009: Alexander Rybak · 
2010: Didrik Solli-Tangen · 
2011: Stella Mwangi · 
2012: Tooji · 
2013: Margaret Berger · 
2014: Carl Espen · 
2015: Mørland & Debrah Scarlett · 
2016: Agnete · 
2017: JOWST feat. Aleksander Walmann · 
2018: Alexander Rybak · 
2019: KEiiNO · 
2021: Tix · 
2022: Subwoolfer · 
2023: Alessandra · 
2024: Gåte ·
2025: Kyle Alessandro
- Bibsys: 10027686
- Gemeinsame Normdatei: 1297488555
- International Standard Name Identifier: 0000 0004 0033 6268
- MusicBrainz: 16ff73f5-0629-490d-9dd5-7abe3f0279a9
- Virtual International Authority File: 221948528